# Holy Fvck
Albums de Demi Lovato
Dancing with the Devil... the Art of Starting Over
(2021) Revamped
Singles
1. Skin of My Teeth
Sortie : 10 juin 2022
2. Substance
Sortie : 15 juillet 2022
3. 29
Sortie : 17 août 2022

Holy Fvck est le huitième album studio de l'autrice-compositrice-interprète américaine Demi Lovato sorti le 19 août 2022 via Island Records. Holy Fvck est principalement un disque pop punk et hard rock, étant un retour à ses racines musicales influencées par le rock de ses deux premiers albums studio Don't Forget (2008) et Here We Go Again (2009). Il contient également des sons glam rock et heavy metal.
La majeure partie de l'album est produite par Warren "Oak" Felder, Mitch Allan, Alex Niceforo et Keith "Ten4" Sorrells. Yungblud, Royal &amp; the Serpent et Dead Sara sont des artistes invités. Le premier single de l'album Skin of My Teeth sort le 10 juin 2022.Substance et 29 sortent respectivement en tant que deuxième et troisième singles.
Holy Fvck fait ses débuts dans le top dix du Billboard 200 américain et du UK Albums Chart, où il culmine au septième rang. Pour soutenir l'album, Lovato se lance dans la tournée Holy Fvck, qui débute le 13 août 2022 et se termine le 10 novembre.

## Contexte
En janvier 2022, Lovato publie sur Instagram qu'elle a organisé l'« enterrement » de son ancienne musique pop, avec une photo de Lovato avec des dirigeants du label et de la direction portant tous du noir et Lovato faisant un double doigt d'honneur. Il est précisé plus tard qu'il s'agissait d'une réunion de label de musique et le fait que tout le monde portait du noir n'était qu'une coïncidence, mais Lovato avait estimé que c'était le symbole d'un changement de direction que sa musique prenait. Dans les mois qui suivent, Demi Lovato partage avec enthousiasme divers extraits d'un son plus rock sur ses réseaux sociaux, avec « des guitares qui s'écrasent, des voix qui s'envolent et des paroles coupantes »,. Dans une interview accordée à Rolling Stone en février 2022, Lovato confirme un retour à « l'emo-rock » qui « rappelle mes débuts ». Lovato précise, cependant, que son nouvel album studio différera de son premier album Don't Forget (2008), en ce qu'il a une « lourdeur » non pas lyrique, mais « lourde comme dans certains des sons que je n'ai pas fait avant ».Demi Lovato parle également à Inked, confirmant que son nouvel album n'est « certainement pas R&B ou soul, je dirais que c'est plus rock qu'autre chose » et qu'il est inspiré par des musiciens punk rock que Lovato écoute alors, tels que Royal &amp; the Serpent et Turnstile.
Dans ses stories Instagram en avril 2022, la chanteuse confirme que son prochain album a été écrit pour réfléchir sur « les hauts et les bas de l'artiste au cours de son parcours personnel ». Lovato explique en outre « être émue en écoutant mon nouvel album parce que j'en suis si fière », tout en le qualifiant de « mon meilleur à ce jour et si représentatif de moi, d'où j'ai commencé et de qui je suis aujourd'hui ». Le 23 mai 2022, Lovato annonce finalement que le premier single s'intitulera Skin of My Teeth, via un court tweet qui répondant aux spéculations des fans. Quelques jours plus tard, la sortie de la chanson est officiellement annoncée et la pochette est dévoilée.

## Composition

### Musique et paroles
Holy Fvck est considéré comme un changement sonore pour Lovato et est décrit comme un album de hard rock, avec des éléments de heavy metal et de pop punk. Concernant sa décision de revenir à un son basé sur le rock, l'artiste déclare : « Quand je travaillais pour Disney Channel, je savais que je pouvais aller aussi loin, mais ce n'est que récemment que j'ai senti que je pouvais accomplir ce son » Elle déclare en outre : « J'ai été très en colère depuis que je suis sortie du traitement. Ces nouvelles chansons parlent de reprendre le pouvoir et d'assumer ma colère — quelque chose que j'ai mis de côté pendant des années, parce que je pensais que cela me rendrait moins spirituelle ».
L'un des thèmes de l'album a une connotation religieuse, ce que Lovato déclare à British Vogue « Je voulais reprendre mon pouvoir. J'ai grandi dans l'église en tant que chrétien, et j'avais une certaine colère à son égard. Étant queer, j'ai vraiment eu l'impression d'être incompris » Lovato considère Holy Fvck de son album le plus authentique à ce jour, et bien que fier de son travail précédent, l'artiste ajoute « cela ne me rendait pas heureux. Il y avait toujours ce genre de vide que je ressentais, parce que j'essayais d'être quelqu'un que je n'étais pas. Maintenant, je m'identifie comme non-binaire, donc quand je dis, 'M'aimerais-tu mieux si j'étais toujours elle', c'est aussi une référence aux gens qui veulent que je reste qui ils veulent que je sois à leurs yeux ».

### Chansons
Le morceau d'ouverture de Holy Fvck, Freak qui met en vedette le chanteur britannique Yungblud, qui présente « des guitares goth-rock carnavalesques et des éclats de glam industriel et de hardcore, trouve Lovato pleurant son statut de 'morceau de viande' découpé pour le divertissement » avec les paroles « came for the trauma, stayed for the drama (« venu pour le traumatisme, resté pour le drame ») ». Skin of My Teeth est comparé par NPR au son de Celebrity Skin de Hole avec les affectations vocales de Born This Way de Lady Gaga ; et est félicité par Loudwire pour sa lutte contre la dépendance, tout en le décrivant comme ayant « un sentiment d'urgence immédiat, s'ouvrant avec deux coups de caisse claire et quelques accords » après quoi Lovato commence à chanter sur un ton vocal sardonique.
Le troisième morceau et le deuxième single Substance est décrit par Emily Zemler de Rolling Stone comme une chanson « rauque » mettant en vedette Lovato chantant fort sur des guitares et une batterie inspirées des premières années de la musique punk. Les paroles présentes dans la chanson sont une critique directe de la société contemporaine, tout en évoquant les problèmes de drogue et de santé mentale antérieurs de Lovato,. Eat Me, avec Royal &amp; the Serpent, est le quatrième morceau de l'album, et est comparé par Beaumont au « synth-rock le plus broyant de Muse ». USA Today compare la chanson à la musique de Nine Inch Nails, qui voit Lovato et Royal & the Serpent « sur la pointe des pieds dans une ambiance gothique rampante avant que la chanson n'explose en une boule de feu de colère ».
La cinquième piste est la chanson titre de l'album, avec Callie Ahlgrim d'Insider Inc. l'appelant « un head-banger solide et guttural », avec des paroles d'« imagerie biblique » qui « fait allusion au sexe si bon qu'il se sent sacré ». Le sixième morceau 29 est décrit par James Hall du Daily Telegraph comme « une pièce montée de rock adaptée à la radio », et présente des paroles faisant référence à des écarts d'âge dans les relations, avec des spéculations médiatiques selon lesquelles l'ex-petit ami de Lovato, Wilmer Valderrama est le sujet de la chanson,. Happy Ending est décrit par Beaumont comme « une pièce entraînante d'introspection pop grunge ».
Le huitième morceau Heaven est une chanson « goth-rock industriel » qui présente une « batterie glam » et a été comparée par Hall « à un mash-up entre The Sweet et Megadeth ». City of Angels est  le neuvième morceau de Holy Fvck, et est comparé par Beaumont à la musique d'Avril Lavigne et Blink-182, avec des paroles à base d'insinuations sexuelles mettant en vedette « Lovato imaginant le 'baptême' d'un large éventail de monuments de Los Angeles, de la Viper Room à Splash Mountain ». Le dixième morceau Bones est décrit par Hannah Mylrea de NME comme « un appel à l'accouplement induisant un mosh-pit » qui incorpore « des riffs palpitants de Royal Blood et le refrain ronronné de Lovato qui commence par la déclaration sans fioritures 'Let me jump your bones' (« Laissez-moi sauter vos os ») ».
Come Together, le douzième morceau de l'album, est une chanson pop rock qui « mélange parfaitement les deux sons les plus importants de la chanteuse dans une explosion d'expression euphorique. Une masterclass dans l'utilisation de la production à son avantage, la chanson se calme quand elle en a besoin afin de laisser une explosion de bruit joyeux vous submerger sur le refrain contagieux. » Dead Friends, le treizième morceau, est une « jam session pop punk percutante, remplie de guitares rapides et de nombreux motifs de batterie à double temps » ; et est décrit par Lovato dans une interview avec British Vogue comme étant à l'origine « une chanson plus lente, mais j'ai fini par la transformer en une chanson plus rapide. Je voulais rendre hommage aux amis qui me manquaient, tout en restant optimiste et en leur rendant un hommage chaleureux ». Le quinzième morceau Feed commence comme une ballade au piano, répertoriant « les cicatrices que j'ai causées et les cicatrices que j'ai gagnées », avant d'éclater en une célébration crue de la réalisation de soi et de la détermination. « Je décide lequel nourrir » devient un mantra simple mais persuasif au milieu du chaos. 4 Ever 4 Me est le seizième et dernier morceau de Holy Fvck, une chanson d'amour comparée par Olivia Horn de Pitchfork à la musique des Goo Goo Dolls, qui « enveloppe Lovato d'accords acoustiques et de cordes douces-amères alors qu'ils chantent à un nouveau partenaire vouloir rencontrer sa mère ».

## Promotion
L'annonce de l'album est présentée avec la sortie d'une bande-annonce le 6 juin 2022, avec un extrait de Skin of My Teeth servant de musique de fond à une série de clips de Lovato créant l'album en studio. Lovato sort Skin of My Teeth le 9 juin avec une performance au Tonight Show Starring Jimmy Fallon. Lors de son interview dans l'émission, Lovato révèle que Holy Fvck contient trois collaborations. Un deuxième single, Substance, sort le 15 juillet 2022. Lovato interprète la chanson au Jimmy Kimmel Live! le 14 juillet et annonce la liste des pistes de l'album ce jour-là. Selon Billboard, la chanson 29 servira de troisième single de l'album. Après la publication d'un extrait sur TikTok, les fans émettent l'hypothèse que les paroles faisaient référence à son ex-petit ami Wilmer Valderrama. La chanson sort officiellement le 17 août 2022. À l'échelle internationale, trois versions alternatives de l'album sont mises à disposition sur la boutique en ligne de Lovato ; chaque nouvelle version présente la même liste de pistes mais une pochette alternative pour l'album.

## Réception critique
Holy Fvck reçoit des critiques généralement positives de la part des critiques de musique. Chez Metacritic, qui attribue une note normalisée sur 100 aux critiques des publications, l'album reçoit une note moyenne de 78, basée sur 12 critiques, indiquant « des critiques généralement favorables » — l'album le mieux noté de Lovato sur le site.
Écrivant pour The Independent, Mark Beaumont évalue l'album de manière positive, décrivant Holy Fvck comme « un album de renaissance hard-rock excitant » et comme « un disque classique de la façade pop, hérissé de défi et de renaissance du vrai moi ». George Griffiths de Official Charts Company le décrit comme « une collection sombre et dangereuse de stompers pop-punk à haut régime qui contiennent des révélations lyriques vraiment authentiques et déchirantes ». La critique de Clash sur l'album par Emily Swingle a fait remarquer que « grâce à une attitude punk-rock sombre, c'est un album qui prospère dans sa lourdeur, brûlant de venin et glorieusement audacieux. Prouvant vraiment que Lovato est une force aux multiples facettes avec laquelle il faut compter, [Holy Fvck] est un brillant hurlement ».
Dans une critique de Pitchfork, Olivia Horn attribue à l'album une note de 6,5 sur 10 et écrit qu'il est « vraiment excitant de voir Lovato entrer en mode chaos sur Holy Fvck, choisissant de tout détruire plutôt que de se réparer publiquement » et « en plus de la colère, il y a beaucoup de places pour l'humour et l'irrévérence », complimentant Substance, 29 et la voix de Lovato. Horn a également noté que « parfois Lovato pousse l'irrévérence à l'extrême », faisant référence à la pochette de l'album et à certaines des paroles sexuelles des chansons, et que « au milieu de l'album, vous commencez à souhaiter un peu plus de subtilité ».
Donnant à Holy Fvck trois étoiles sur cinq, Hannah Mylrea, contributrice de NME, est également mitigée. Elle fait l'éloge de Substance et de City of Angels comme de « moments pop-punk à toute vitesse », et de la « voix puissante » de Lovato qui « brille partout, dégoulinant d'émotion et démontrant une gymnastique impressionnante » et critique le « chansons plus lente, des coupes sucrées telles que Happy Ending, 4 Ever 4 Me et Wasted » et la longueur de la liste des chansons de l'album.

## Performances commerciales
Holy Fvck fait ses débuts à la septième place du Billboard 200 américain, et à la première place des charts Top Alternative Albums et Top Rock Albums, marquant la première entrée de Lovato dans ces charts avec 33 000 unités équivalentes à un album (dont 20 000 ventes physiques), marquant le huitième album consécutif de Lovato à entrer dans le top dix du pays.
Sur le UK Albums Chart, l'album entre également à la septième place, avec 6 488 unités vendues la première semaine.

## Liste des pistes
| Holy Fvck | Holy Fvck                              | Holy Fvck | Holy Fvck | Holy Fvck | Holy Fvck | Holy Fvck | Holy Fvck | Holy Fvck | Holy Fvck |
| No        | Titre                                  | Durée     |           |           |           |           |           |           |           |
| --------- | -------------------------------------- | --------- | --------- | --------- | --------- | --------- | --------- | --------- | --------- |
| 1.        | Freak (featuring Yungblud)             | 2:36      |           |           |           |           |           |           |           |
| 2.        | Skin of My Teeth                       | 2:42      |           |           |           |           |           |           |           |
| 3.        | Susbstance                             | 2:40      |           |           |           |           |           |           |           |
| 4.        | Eat Me (featuring Royal & the Serpent) | 3:00      |           |           |           |           |           |           |           |
| 5.        | Holy Fvck                              | 2:34      |           |           |           |           |           |           |           |
| 6.        | 29                                     | 2:43      |           |           |           |           |           |           |           |
| 7.        | Happy Ending                           | 3:49      |           |           |           |           |           |           |           |
| 8.        | Heaven                                 | 2:27      |           |           |           |           |           |           |           |
| 9.        | City of Angels                         | 2:51      |           |           |           |           |           |           |           |
| 10.       | Bones                                  | 2:31      |           |           |           |           |           |           |           |
| 11.       | Wasted                                 | 3:03      |           |           |           |           |           |           |           |
| 12.       | Come Together                          | 3:33      |           |           |           |           |           |           |           |
| 13.       | Dead Friends                           | 2:57      |           |           |           |           |           |           |           |
| 14.       | Help Me (featuring Dead Sara)          | 3:23      |           |           |           |           |           |           |           |
| 15.       | Feed                                   | 3:13      |           |           |           |           |           |           |           |
| 16.       | 4 Ever 4 Me                            | 3:43      |           |           |           |           |           |           |           |
| 47:48     |                                        |           |           |           |           |           |           |           |           |

## Charts
| Classement (2022)              | Meilleure place |
| ------------------------------ | --------------- |
| 1                              | 26              |
| 1                              | 47              |
| 1                              | 74              |
| 1                              | 14              |
| 1                              | 52              |
| Canada (Canadian Albums Chart) | 45              |
| 1                              | 6               |
| 1                              | 19              |
| États-Unis (Billboard 200)     | 7               |
| 1                              | 87              |
| 1                              | 89              |
| 1                              | 36              |
| 1                              | 45              |
| 1                              | 6               |
| 1                              | 7               |
| 1                              | 41              |

## Historique des versions
| Région | Date              | Format                                      | Étiquette      | Ref.   |
| ------ | ----------------- | ------------------------------------------- | -------------- | ------ |
| Divers | 19 août 2022      | - CD - digital download - streaming - vinyl | Island Records | [ 44 ] |
| Divers | 30 septembre 2022 | Cassette                                    | Island Records | [ 45 ] |